# Keri Viver
Dr. Keri Viver, koju je tumačila Lora Ins, je izmišljeni lik iz NBC-eve televizijske serije Urgentni centar. Prvi put se pojavila kao epizodni lik na početku 2. sezone, ali je postala glavni lik na početku 3. sezone. U januaru 2007. godine, Insova ja napustila seriju posle 12 godina, a njen lik se odselio na Floridu.
Jako malo od pozadine Viverove je otkriveno publici u početku. Njen lik ćopa zbog čega mora da koristi štaku, a kasnije je otkriveno da je razlog toga urođeno iščašenje kuka u 14. epizodi 11. sezone i da je jednom živela u Africi.
Viverova je došla u Opštu bolnicu kao načelnica specijalizanata, a ksenije je postala odeljenska lekarka. Unapređena je načelnicu hitnog zdravstva i na kraju načelnicu bolničkog osoblja. Zbog poslovodnog položaja je često morala da donosi neprijatne odluke koje su dovodile do neprijateljstava sa njenim kolegama lekarima kao kad je dala otkaz Džini Bule tokom 4. sezone. Iako je bila u nekim heteroseksualnim vezama, za Viverovu se na kraju ispostavilo da je lezbijka. Njeno polno opredeljenje je bilo ključna tačka u nekim epizodama, pogotovo kad se parničila na sudu kako bi zadržala sina Henrija.
Viverova se pojavila u trećem najvišem broju epizoda posle Džona Kartera i Ćuni Markez. Na stranici AfterEllen.com je uključena u Prvih 50 lezbijskih i biseksualnih likova.

## O liku

### Od druge do šeste sezone
Tokom prvih šest sezona Insove u seriji, malo toga je otkriveno o pojedinostima pozadine Viverove pa su po tome kasnije počeli da je prepoznaju: njeno polno opredeljenje, politička uverenja i čak prava priroda njenog invaliditeta. Njoj je to bila strogo čuvana tajna jer je bila žena koja je htel da uspe poslovno, ali se plašila diskriminacije. Takođe nije mogla u potpunosti da se suoči sa svojom homofobijom i žalila je što nikad nije upoznala svoje rođene roditelje.
Kad ju je Mark Grin zaposlio kao načelnicu specijalizanata 1995. godine, to je teško palo većini osoblja koji nisu voleli njen pristup u tančine u salama. Tokom ranijeg boravka na tom mestu, ona se često sukobljavala sa Dagom Rosom i stažistkinjom Suzan Luis oko većine postupaka u nezi bolesnika. Sem toga, njeno jako verovanje u politiku poslovođstva je izvlačeno u svakom nepotrebnom delu posla (u jednoj epizodi, šalteraš Džeri je doneo tortu kako bi proslavio njen slobodan dan). U 3. sezoni, Keri je postala odeljenska lekarka Urgentnog centra zajedno sa Markom Grinom sa kojim je uvek mogla da se takmiči ili da napravi manevar kako bi skrenula pažnju svojih nadređenih.
Kao ishod toga, svima je bilo teško − i publici i drugim likovima − da upoznaju Viverovu van njene teškog i birokratskog poslovanja. U ranijem pogledu u njenu dušu, Viverova je branila Džini Bule, koju je igrala Glorija Ruben, lekarsku pomoćnicu koju je zarazio HIV-om njen suprug koji ju je varao. Kasnije, Buleova se zarazila i Hepatitisom C zbog nesreće sa špricom zbog jednog zaraženog bolesnika. Ona se borila da sačuva posao i dostojanstvo dok su se drugi lekari bojali za za pouzdanost jer u Urgentnom centru imaju zaposlenu koja boluje od HIV-a. Viverova je bila prva osoba na takvom položaju da je stala na Džininu stranu pa su njih dve ostale drugarice sve dok Džini nije dobila otkaz zbog budžeta i njenim uspešnim pritiskanjem da je vrate na posao. Njih dve su se pomirile i ostale su dobre drugarice dok Džini nije otišla iz Urgentnom centru kako bi bila sa svojim novim suprugom i podizala svog usvojenog sina Karlosa koji boluje od HIV-a.
Viverova je ispoljila veliku količinu saosećanja i skrupulozna prava građanskim pravima, a to je pomoglo da on i dr. Mark Grin naprave nacrt propisa Urgentnog centra o HIV-pozitivnim zaposlenima. Ova priča je razvila lik Viverove i sem toga što je izdržljiva i poslovno malo brižna. Tokom narednih epizoda, pristala je da okrene glavu kad je dr. Džon Karter pomogao devojci koja je pobegla od kuće da pobegne i od roditelja homofoba koji su je poslali u kamp za bivše homoseksualce.
1997. godine, Viverova je bila u kratkoj vezi sa Elisom Vestom (tumačio ga je Klensi Braun), lekarem koji je radio za skupinu „Sajnerdžiks”, koju je je Opšta bolnica razmatrala za ugovor o opštoj upravi nad Urgentnim centrom. Uprkos njegovim tvrdnjama u suprotno, ona je na kraju zaključila da je Vest sa njom u vezi samo da bi dobio njen pristanak za ugovor. Vest joj je rekao da je pogrešila pa je povukao ponudu.
Kad je Karter dobio otkaz na mesto pomoćnog stažiste i nije imao gde da živi, on je zatražio pomoć zbog čega ga je dr. Viver primila kod sebe jer je iznajmljivala garsonjeru u svom podrumu studentima. Po prvi put, publika je videla njenu kuću i primetila da je ona sama i nezavisna, da živi u lepoj kući i da ima određen muzički ukus. Viverova je takođe unajmila ličnog istražitelja da pronađe njenu rođenu majku, a taj napor je u početku omanuo i otkrila strah Viverove da je usvojena jer njena majka nije mogla da prihvati ćerku sa invaliditetom.
1998. godine, tokom 4. sezone, Keri je bila na kratko oslabljena kad je zbog praska u hemijskoj tvornici broj žrtava preplavio Urgentni centar zbog čega je otrovno Benzen rasut po Urgentnom centru. Viverova je pretrpela grčevit napad zbog dejstva otrova. Nju su lečili dr. Karter i dr. Ana Del Amiko. Pošto je Viverova imala napad, a dr. Grin bio van grada, Karter je bio prisiljen da preuzme vođstvo nad Urgentnim centrom po prvi put.
Otkad je stigla u Opštu bolnicu, Keri je bila jako zanesena u sprovođenju viših upravnih zvanja kao što je načelnik hitnog zdravstva. Nakon dugog i obimnog odsustva dr. Morgensterna novi položaj je morao da se popuni. U kratkom razdoblju, ona je postala v.d. načelnica hitnog zdravstva dok prikladna zamena nije pronađena. Opet, posle događaja oko unajmljivanja lekara za kog se ispostavilo da je jako uspešan u neobičnim nelekarskim stvarima, Kerini izgledi su na sreću ostali otvoreni. Ipak, ona je otkrila da je bolnica i ne razmatra za taj položaj. Kad je to saznala, odmah je dala otkaz na mesto v.d. načelnice hitnog zdravstva, a dr. Romano je uskočio kad mu se ukazala prilika da postane v.d. načelnik Urgentnog centra. Na početku 6. sezone, pročulo se da bi Romano mogao da bude načelnik osoblja, a tom događaju su se i Keri i Mar Grin protivili i pokušavali da ga spreče. Ipak, na kraju je Keri podržala dr. Romana za mesto načelnika osoblja, a u zamenu je postavljena na mesto načelnika hitnog zdravstva. Tad su se prvi i poslednji put Romano i Viverova složili oko poslovodnih propisa. Tokom kasnijih sezona, uvek su se jako borili iako su oboje više voleli poslovodne stvari od ostalih zaposlenih.
1999. godine, Viverova je dočekala priliku da zaposli dr. Gejba Lorensa (tumačio ga je Alan Alda) koji joj je bio profesor. U početku je odbijala da prihvati tvrdnje Marka Grina da Lorens pati od ranog stadijuma Alchajmerove bolesti, ali se na kraju suočila sa činjenicama i oprostila sa svojim uzorom.
Tokom devedesetih, u seriji se često naznačavalo da je Viverova lezbijka zbog muzičkog ukusa, kuće i čudnog odbijanja nabacivanja nekih saradnika. Opet, do sedme sezone Viveriva je bila sama i zanesena poslovna žena sa − ponekad skrivenim − nežnim srcem.

### Sezona sedam
Polovinom sezone, Keri se zaljubila u psihijatarku Kim Legaspi (tumačila ju je Elizabet Mičel), ali se plašila da to prizna i Legaspijevoj i sebi. Iako je Legaspijeva bila otvorena po pitanju opredeljenja i voljna da bude u vezi sa Viverovom, ona se uzrujala na Viverovu jer ona ne samo da je bila u ormaru, nego je patil i od ubačene homofobije pa je zbog toga veza sporo počela. Kad je Viverova uspela da prizna sebi da je lezbijka, i dalje joj je bilo neprijatno oko toga šta bib bilo ako bi njeni saradnici saznali i da li bi imalo diskriminišuće posledice po njenu karijeru. Zbog toga je njihova veza postala „javna tajna” međe većinom zaposlenih Urgentnog centra.
Tokom te priče, takođe je otkriveno da je Keri bila udata za hirurga stažistu pre nego što joj je karijera u Opštoj bolnici počela.
Prvi saradnik kome se Keri otvorila bio je dr. Robert Romano koji je hteo da da otkaz dr. Legaspi zbog lažnih optužbi da je polno uznemiravala jednu bolesnicu. Čin hrabrosti Viverove je sprečio Romana da otpusti Legaspijevu, ali je i osećajno iscrpeo Viverovu čiji su se strahovi od uništenja karijere zbog diskriminacije ponovo pojavili. Zbog toga nije mogla da pruži osećajnu podršku Legaspijevoj koja je zadržala svoj posao, ali po cenu homofobije bolničke uprave i svoje devojke koja je ostala u ormaru. Legaspijeva je raskinula sa Viverovom i odlučila da prihvati ponudu za posao u San Francisku da se ne bi suočavala sa homofobijom Romana i manjkom osećjne podrške koju je dobila od Viverove.
Keri se takođe suprotstavila Elizabet Kordej u 7. sezoni kad je sredila procenu Marka Grina u vezi poslovne sposobnosti jer je pokazao primetne promene ličnosti kad se vratio sa operacije tumora na mozgu. Kao ishod toga, Keri nije bila pozvana na Elizabetinu i Markovu svadbu i iako su se ona i Mark izgleda pomirili u 8. sezoni, ona i Elizabet se uglavnom nisu podnosile. Elizabe je postala saosećajna pa su dve lekarke ostale u dobrim odnosima sve dok dr. Kordej nije otišla u 11. sezoni. Ipak, nikad nisu bile bliske prijateljice. U stvari, Elizabet je otišla jer je namerno izvela protivzakonitu operaciju presađivanja organa iz HIV pozitivnog bolesnika u HIV pozitivnog pojedinca, a to je najviše uradila jer je znala da će razbesneti Keri zbog čega je Keri ponudila unazađenje Elizabet koje je ona odbila pa dala otkaz.

### Sezona osam
Viverova i dalje ništa nije priznala svojim saradnicima sem dr. Romanu i dr. Luki Kovaču. Keri je i dalje bila zabrinuta šta bi bilo ako bi neko otkrio njeno pravo stanje iako su za njeno polno opredeljenje već znali neki saradnici. Viverova je, ipak, započela vezu sa vatrogaskinjom Sendi Lopez (tumačila ju je Lisa Vidal) koju je upoznala jedne olujne noći kad je spašavala trudnicu iz slupanih kola hitne pomoći. Kako su se njih dve zbližile, Lopezova je rekla Viverovoj da odbija da se zabavlja sa ženom koja je u ormaru. Lopezova je namerno strastveno poljubila Viverovu pred njenim saradnicima. Onda je usledila revolucionarna priča za televiziju jer su vezi dve žene zapretili sud, strast i oporavdanja koja su često primali obični parovi.
Lopezova joj je rekla: „Učinila sam ti ogromnu uslugu” posle poljupca u Urgentnom centru. Nekoliko epizoda kasnije, Viverova joj je priznala da je bila u pravu. Na kraju sezone, Viverova je prihvatila sebe kao lezbijku i postala željna da se suoči sa homofobijom gde god da se pojavi.
U drugoj epizodi osme sezone „Što duže ostaneš”, Viverova se nije javila na nekoliko poziva dr. Malučija i Čen kad je kod bolesnika kog su njih dvoje lečili došlo do složenosti. Viverovu je na kraju doveo dr. Karter koji je lično morao da ode do restorana „Dr. Magu” zbog čega je bolno pao tokom toga. Ali nakon što je bolesnik umro, a ona njima troma izričito rekla „Ubili ste ga”, posle je ponovo viđena u restoranu „Dr. Magu” gde je našla pejdžer koji je zaboravila u kupatilu.
U očajničkom pokušaju da prikrije svoju neodgovornost kad je porodica bolesnika tužila bolnicu, Viverova je dala otkaz Malučiju u trećoj epizodi „Krv, šećer, seks, čarolija” pod optužbom za nedolično ponašanje, a u četvrtoj epizodi „Nikad ne reci nikad” prikačila je i nemar Malučiju i Čenovoj.
U epizodi „Prošlost”, Keri je ostala zatečena kad je usamljena mlada devojka ubila svoju cimerku zbog neuzvraćene ljubavi. Keri se onda pomirila sa Sendi Lopez pa su se njih dve prvi put društveno pojavile u Urgentnom centru na parastosu posle smrti Marka Grina. Keri je vidno bila tužna zbog Markove smrti pa se slomila na radnom mestu kad je čula da je preminuo. Kasnije je rekla Sendi da zna da ga bolest pobeđuje, ali da nije znala da će toliko da ga pogodi. Shvatila je da je izgubila prijatelja i žalila je zbog godina u Urgentnom centru koje su proveli takmičući se za razna mesta i unapređenja.

### Sezona devet
Viverova i Lopezova su ostale zajedno i malo su razgovarale o budućnosti svoje veze. Viverova je htela da imaju deteali je posle pobačaja je osetila da bi Lopezova trebalo da nosi dete. Lopezova ipak nije htela da ostane trudna jer bi uticalo na njenu vatrogasnu karijeru. Par nije mnogo puta viđan tokom ove sezone, a Viverovoj je data druga priča u vezi posledica sa kojim bi se suočila i koje bi joj zapretile jer nije prijavila tamošnjeg političara koji je bio pozitivan na sifilis. Poslanik Džonatan Brajt je omogućio sredstva za Opštu i bolji položaj za Keri, ali ju je prisilio da uradi neslužbeni pregled njegovog bliskog ljubavnika što se završilo ljubavnikovom nesrećnom smrću zbog reagovanja na nardažaj penicilija. Kasnije, Donald Anspo se suočio sa stavom dr. Romana i nemarom na poslu. Anspo je ponudio da olakša Romanu posao tako što bi podelio njegove poslovodne dužnosti sa Keri Viver. Kad je Romano to odbio, njega je zamenila nekako iznenađena Keri koja mu je ponudila mesto načelnika Hitnog zdravstva

### Sezona deset
Keri se smestila na svoj načelničko-poslovodni položaj, ali je naletela na razne izazove koje su se povećavale iz dana u dan od bolničkog osoblja do grozničavog renoviranja Urgentnog centra. Ove obaveze su dovele do stalnih sporečkavanja sa dr. Romanom, a jednom mu je zapretila i otkazom. Kad je dr. Romano poginuo u helikopterskoj nesreći, kao i mnogi drugi, Keri nije bila ožalošćena iako je znala da je njegovo prisustvo bilo važno doprinosu bolnice. Kasnije početkom 2004. godine, Viverova je posvetila otvaranje LGBT Doma zdravlja Romanu čime mu je tajno vratila jer on nije podržavao prava pedera. U njenom ličnom životu, Lopezova se predomislila oko deteta pa je rodila dečaka Henrija u bolnici, srećna što su ona i Viverova osnovale porodicu. Kasnije u sezoni, Lopezova je podlegla povredama koje je zadobila na radu, a Keri je bila slomljena gubitkom. Ebi Lokhart i (za divno čudo) Elizabet Kordej su joj bile podrška posle ove tragedije. Sendini roditelji (koji nikad nisu odobravali njeno polno opredeljenje) su preuzeli starateljstvo nad Henrijem, a ostatak sezone, priča o Viverovoj se usredsredila na borbu za starateljstvo nad detetom između nje i roditelja Lopezove. Stanje oko starateljstva je na kraju rešeno kad su se Lopezovi i Viverova složili da ona ima prvenstveno starateljstvo, a Lopezovi će čuvati Henrija dok je ona na poslu. Stanje je dovelo do školskog primera toga da Keri potpuno nema sluha, a dok ju je potpuno nasekirala nazovi uzaludna borba protiv Lopezovih, ona je porazgovarala sa Ebi i posredno joj otkrila da zna da je prvi put pala na ispitu i (nejasno joj stavljajući do znanja da misli da će pasti ponovo) i pokušala „diplomatski” da je natera da izbaci Opštu kao prvi izbor sa spiska za usavršavanje. Ebi je bila besna pa je otišla od Viverove ostavljajući je osramoćenu i da ćuti jednostavnu stavljajući do znanja da će „hipotetički” lekar koji tako pokuša da je zajebe biti prijavljen mesnom i državnom zdravstvenom odboru za nemar.

### Sezona jedanaest
U epizodi pod nazivom „Takva kakva sam” iz 2005. godine, Viverova je konačno upoznala svoju rođenu majku Helen Kingsli koja je konzervativna hrišćanka poreklom sa Mertlske plaže u Južne Karoline, a trenutno živi u Tera Houtu u Indijani. Kingslijeva (Frensis Fišer) je objasnila Viverovoj da ju je kao neudata devojka koja je rodila sa četrnaest godina sa ograničenim mogućnostima za podizanje deteta dala na usvajanje nadajući se da će imati bolji život. U gradu je bila zbog crkvenih obaveza pa je odlučila da upozna ćerku jer je Kerin rođeni otac Kodi Bun nedavno umro. Kad je Kingslijeva otkrila da joj je ćerka lezbijka, ona i Viverova su se sporečkale oko vere i ljudskih polova, a Viverova je navaljivala da je majka voli i prihvati. Kingslijeva je rekla da može da voli ćerku, ali pošto ne može da prihvati njeno opredeljenje kao skrupulozno, ne može da prihvati njen način života. Ova epizoda ne samo da je rešila zagonetku iza majke Viverove, nego je i otkrila razlog zbog kog Viverova ide sa štakom: Helen je pričala o invaliditetu Viverove, a Viverova je objasnila da je imala urođeno iščašenje kuka kao kongenitalnu anomaliju. Viverova se začudila kako Helen nije znala ništa o tome, a njen dugogodišnji strah da je zbog toga data na usvajanje je nestao.
Od ove epizode, Keri Viver je gotovo isključivo igrala sporednu ulogu i često je bila odsutna iz epizoda. Negativni doprinos je bio taj što je igrala glavnu ulogu u teranju Elizabet Kordej iz Opšte, iako ju je Kordejeva namerno izazvala da to uradi jer nije mogla da radi sa Lučijenom Dubenkom, novim hirurgom kog je Viverova zaposlila.

### Sezona dvanaest
Keri je nastavila da igra pozadinu i u većini epizoda ove sezone. Iako je imala mnogo posla oko upravnih sastanaka i zadataka, Keri je povremeno radila i u Urgentnom centru kako ne bi „zarđala”. U epizodi „Napolju na grani”, Keri je konačno otišla na operaciju kako bi popravila iščašeni kuk. U epizodi „Nemate gde da se sakrijete”, Keri je prvi put u seriji hodala bez pomoći i štake. Keri je pitala Ebi (koja je čekala Lukino dete) da bude Henrijeva zakonska starateljka ako joj se nešto desi, ali je operacija u potpunosti uspela. (Navodno, priča je završena, bar delimično, jer je Lora Ins počela da ima tegobe u kukovima i leđima posle deset godina hodanja sa štakom zbog uloge). Lora Ins je opisala ovo jer je lik „počeo da joj bude težak i htela je da okrene novi list”.
Na kraju sezone, Keri je pretrpela kritike jer je zaposlila dr. Viktora Klementea kao odeljenskog lekara zbog toga što je on ugrozio negu bolesnika što je moglo da dovede do preispitivanja njegovih sposobnosti i tužbe bolnici. Uprkos tome što je bila odgovorna što ga je zaposlila (i što ga je branila uprkos Lukinim prosvedima kad je Klemente počeo da pravi nevolje), Keri je pokušala da usmeri vatru prema Luki Kovaču (Goran Višnjić), načelniku Hitnog zdravstva, kako bi dovela njegov posao u pitanje.

### Trinaesta sezona
Nakon što je spasla Luku i Ebi na početku sezone, Keri je shvatila da su joj stlani napori da sačuva svoj posao došli prijateljstva, a ponela se odgovorno prema događaju sa Klementeom kako bi spasla Luku otkaza. Zbog toga je unazađena u načelnika Kadrovske i ponovo je postala odeljenska lekarka. Iako se jasno borila da se navikne na svoj novi položaj, pogotovo što joj je novi načelnik Urgentnog centra Luka Kovač sad nadređeni, Keri je bila zadovoljna što se ponovo punim radnim vremenom bavi zdravstvom. Takođe je razvila prijateljskiji odnos sa Gregom Pratom. Pošto je ponovo radila u Urgentnom centru, Viverova je zapala za oko televizijskoj producentkinji koji je snimao prilog za dnevnik sa dr. Morisom, a on joj je doslovce ukrao pojavljivanje. Njoj su izvršni producenti dnevnika ponudili posao. Ubrzo nakon toga, Keri i njena producentkinja Kortni (Mišel Hrd) su razvila blizak odnos, a takav Keri nije osetila od kad joj je devojka Sendi Lopez poginula. Kortni je rekla Keri kako bi njen odličan dnevnik mogao da joj otvori uspešnu karijeru. Keri je odlučila da ode iz Opšte bolnice kad je načelnik Urgentnog centra Luka Kovač morao da skrati troškove budžeta i ukloni njen položaj. Keri je pritvatila ponudu televizije WJVM iz Majamija, uprkos Kovačevim naporima u poslednji minut da je ubedi da ostane.
Poslednja stalna pojava Keri Viver je bila u 280. epizodi po redu, epizodi „Podeljena kuća” u 13. sezoni u kojoj se Ebi Lokhart izrazila dr. Viver da nije bilo nje, ona nikad ne bi postala ni lekarka ni majka. Onda su se ona i Keri u suzama oprostili. Kad se Keri spremila i izašla na vrata Opšte bolnice poslednji put, zamolila je Luku da joj čuva bolnicu i savetovala mu da ne ponavlja njenu grešku oko mešanja u bolničku politiku, ukazivši mu da mu je oprostila. Luka je prihvatio njen savet i napustil mesto načelnika pri kraju sezone, neposredno pre nego što se oženio Ebi.

## Povratak u seriju u petnaestoj sezoni i kraj
Viverova se pojavila u bljesku iz prošlosti u epizodi pod nazivom „Leči se” u 15. sezoni koji je smešten u 2002. godinu nekoliko meseci pre Grinove smrti. U svom prizoru, ona je ušla u salu 1 i izrazila se koliko je zabrinuta za dr. Marka Grina zbog njegove borba sa tumora na mozgu. Rekla mu je da se povuče i zastane malo sa lečenjem sina Benfildove. Kad je on odbio, dr. Viver je mrzovoljno napustila prostoriju.
Tokom 15. i poslednje sezone serije Urgentni centar, u epizodi "Knjiga o Ebi", dugogodišnja bolničarka Hejle Adams je pokazala odlazećoj Ebi Lokhart ormarić gde su svi raniji lekari i zaposleni ostavili pločice sa svojim imenima sa svojih ormara. Među njima, pločica sa prezimenom "Viver" se videla.
U 19. epizodi 15. sezone, bivši saradnik dr. Dag Ros je pitao Sem Tagart i Nilu Rasgotru o Viverovoj (pošto je otkrio da rade u Opštoj) jer ga je zanimalo da li još tu radi.
Na kraju serije, ona je odletela na Floridu kako bi bila na posveti i otvaranju "Karter središta". Tamo se srela sa Elizabet Kordej, Suzan Luis, Džonom Karterom i Piterom Bentonom posle otvaranja. Stari saradnici su otišli da večeraju u staroj gostioni i da porazgovaraju. Na kraju noći, rekla je skupini da više ne može da ostane jer mora na let za Floridu. Keri je sve izgrlila i otišla iz Čikaga.